# Wenche Stensvold
Pour les articles homonymes, voir Stensvold.
Wenche Stensvold née le 8 juin 1975, est une coureuse cycliste norvégienne.

## Palmarès sur route
- 1997
  - 3e du championnat de Norvège sur route
- 1998
  -  Championne de Norvège du contre-la-montre
  - 2e étape du Tour de la Drôme
  - 2e du Prix de la Ville du Mont Pujols
- 1999
  - 2e du championnat de Norvège du contre-la-montre
- 2000
  -  Championne de Norvège du contre-la-montre
  - 4e étape du Gracia Tour
  - 8e de la course en ligne aux championnats du monde
  - 17e du contre-la-montre aux championnats du monde
- 2002
  - 3e du championnat de Norvège sur route
  - 3e du championnat de Norvège du contre-la-montre